# Log, Rogatec
Log je naselje v Občini Rogatec.

## Gozdni rezervat Log ob Sotli
Gozdni rezervat Log ob Sotli se nahaja vzhodno od Loga in zavzema veliko površino jugozahodnega pobočja od dna doline Sotle vse do vrha pobočja nad to dolino. Izločen je kot predstavnik bukovih in hrastovih gozdov subpanonskega področja z ohranjenim naravnim značajem. Površina rezervata je 22 ha.